# Klima in Österreich
Das Klima in Österreich wird der feucht-kühlgemäßigten Zone am Nordrand der Subtropen zugeordnet. Nach der effektiven Klimaklassifikation von Köppen & Geiger liegen die niedrigen Regionen im sommerwarmen feuchten Kontinentalklima, die mittleren Höhen der Alpen im subarktischen Gebirgsklima und die Regionen über der Baumgrenze im alpinen Tundrenklima bis hin zum Eisklima in den vergletscherten Regionen. Im Westen und Norden Österreichs herrscht ozeanisch beeinflusstes, oft von feuchten Westwinden geprägtes Klima vor. Im Osten überwiegt hingegen kontinentaleres, niederschlagsarmes Klima mit heißen Sommern und kalten Wintern. Besonders in den Südalpen ist der Einfluss niederschlagsreicher Tiefdruckgebiete aus dem Mittelmeerraum spürbar.
Tatsächlich ist das regionale Klima Österreichs von der Topografie der Alpen stark überprägt. Häufig bestehen innerhalb kurzer Entfernungen und geringer Seehöhenunterschiede beträchtliche klimatische Unterschiede. Mit zunehmender Seehöhe sind zunächst montanes und alpines, in den Gipfelbereichen nivales Gebirgsklima anzutreffen. Nicht nur der Alpenhauptkamm fungiert als Klimascheide. Sonnenreiche Föhntäler (z. B. Inntal) stehen nebelanfälligen Beckenlandschaften (z. B. Klagenfurter Becken), niederschlagsreiche Gebirgsränder (z. B. Bregenzerwald) stehen inneralpinen Trockentälern (z. B. Ötztaler Alpen) gegenüber.

## Nationale Klimaprovinzen

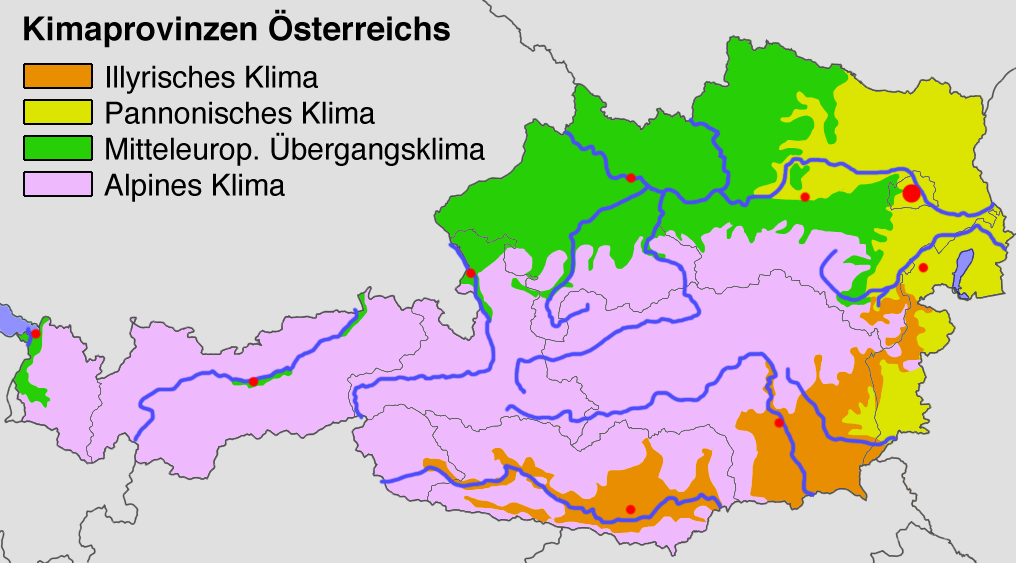
Die „klassisch“ österreichischen Klimaprovinzen

In älteren Veröffentlichungen und Unterrichtsmaterialien wird Österreich – sehr vereinfacht dargestellt – in vier Klimaprovinzen (oder -bereiche) eingeteilt, die im Gegensatz zu den internationalen Klimaklassifikationen ein nationales System bilden (das auch die angrenzenden Länder mit „anreißt“):
- Alpines Klima mit kurzen, relativ kühlen Sommern und langen schneereichen Wintern sowie großen Unterschieden je nach Höhenstufe; beherrscht den gesamten Alpenraum (nicht zu verwechseln mit dem allgemeinen alpinen Klima)
- Mitteleuropäisches Übergangsklima mit geringen jährlichen Temperaturschwankungen, Jahresmitteltemperaturen um 8 °C sowie Niederschlägen zu allen Jahreszeiten mit einem Maximum im Sommer; im Norden von Oberösterreich und im Nordwesten Niederösterreichs
- Pannonisches Klima mit heißen trockenen Sommern und kalten Wintern, ganzjährig geringen Niederschlagsmengen; im Osten Niederösterreichs und im gesamten Burgenland
- Illyrisches Klima mit ebenfalls heißen Sommern und kalten Wintern, jedoch mit hoher Luftfeuchtigkeit sowie großen Regenmengen im Spätsommer und Herbst; in Teilen Kärntens und im Süden der Steiermark

Im Vergleich zu den international üblichen effektiven Klassifikationen, deren Grenzziehungen aus definierten thermischen und hygrischen Werten entstehen, wurden die Grenzen zwischen den Klimaprovinzen aus der naturräumlichen Gliederung Österreichs abgeleitet.

## Klimazustand
Die Beschreibung des Ist-Zustandes des Klimas in Österreich gilt, falls nicht anders angegeben, für den 30-jährigen Bezugszeitraum von 1991 bis 2020.

### Lufttemperatur
Der Gesamtbereich des Jahresmittels der Lufttemperatur reicht in Österreich von über 12 °C in den inneren Bezirken Wiens bis etwa −7 °C auf den höchsten Gipfeln. In den dicht besiedelten Niederungen liegt es größtenteils bei 9 bis 11 °C. Das Flächenmittel beträgt 7,4 °C – das ist etwa 8 Grad niedriger als das globale Flächenmittel. Die Null-Grad-Celsius-Isotherme liegt im Jahresmittel in einer Seehöhe von etwa 2400 m. In abgeschlossenen Becken, Tälern und Mulden unter 800 bis 1200 m Seehöhe treten im Winterhalbjahr häufig Temperaturzunahmen mit der Höhe auf (Temperaturinversion).
Während im Großteil Österreichs Jänner und Juli im Durchschnitt der kälteste und wärmste Monat des Jahres sind, trifft dies im Hochgebirge auf den Februar und August zu. Das langjährige Jännermittel der Lufttemperatur liegt in den Flachlandschaften des Ostens bei 0 bis 2 °C, sinkt in rund 500 m Seehöhe auf −2 bis 0 °C und bewegt sich in ca. 1000 m zwischen −3 und −2 °C. Der tiefste Wert im Bereich der höchsten Gipfel ist rund −14 °C. Im Juli liegen die langjährigen Mittelwerte im Osten bei 21 bis 22 °C, in 500 m Seehöhe bei 18 bis 20 °C und in 1000 m bei 16 bis 18 °C. Am Großglockner wird auch im Hochsommer die Nullgradgrenze im Mittel knapp überschritten.
Die Kältepole Österreichs sind inversionsbedingt häufig im Lungau und im oberen Murtal, im mittleren Ennstal, in den Beckenlandschaften Unterkärntens oder im oberen Waldviertel zu finden. Die tiefsten Temperaturen erreichen dort Werte wie auf den Dreitausendern: Der absolute Negativrekord in den Niederungen von −36,6 °C in Stift Zwettl (505 m Seehöhe) aus dem Jahr 1929 reicht an die im Jahr 1905 am Sonnblick-Observatorium (3106 m Seehöhe) gemessenen −37,4 °C heran. Experimentelle Einzelmessungen in räumlich nicht repräsentativen Ungunstlagen bestätigten noch wesentlich tiefere Werte: −52,6 °C im Winter 1932 in der Doline Grünloch (1270 m Seehöhe) bei Lunz sind auch alpenweiter und mitteleuropäischer Kälterekord.
Die höchsten Temperaturen an den heißesten Tagen im Jahr werden meistens im äußersten Osten Österreichs, am Übergang zur Pannonischen Tiefebene, oder in tief gelegenen Alpentälern unter Föhneinfluss gemessen. Die österreichische Rekordtemperatur wurde in Bad Deutsch-Altenburg mit 40,5 °C im Jahr 2013 verzeichnet.

### Niederschlag

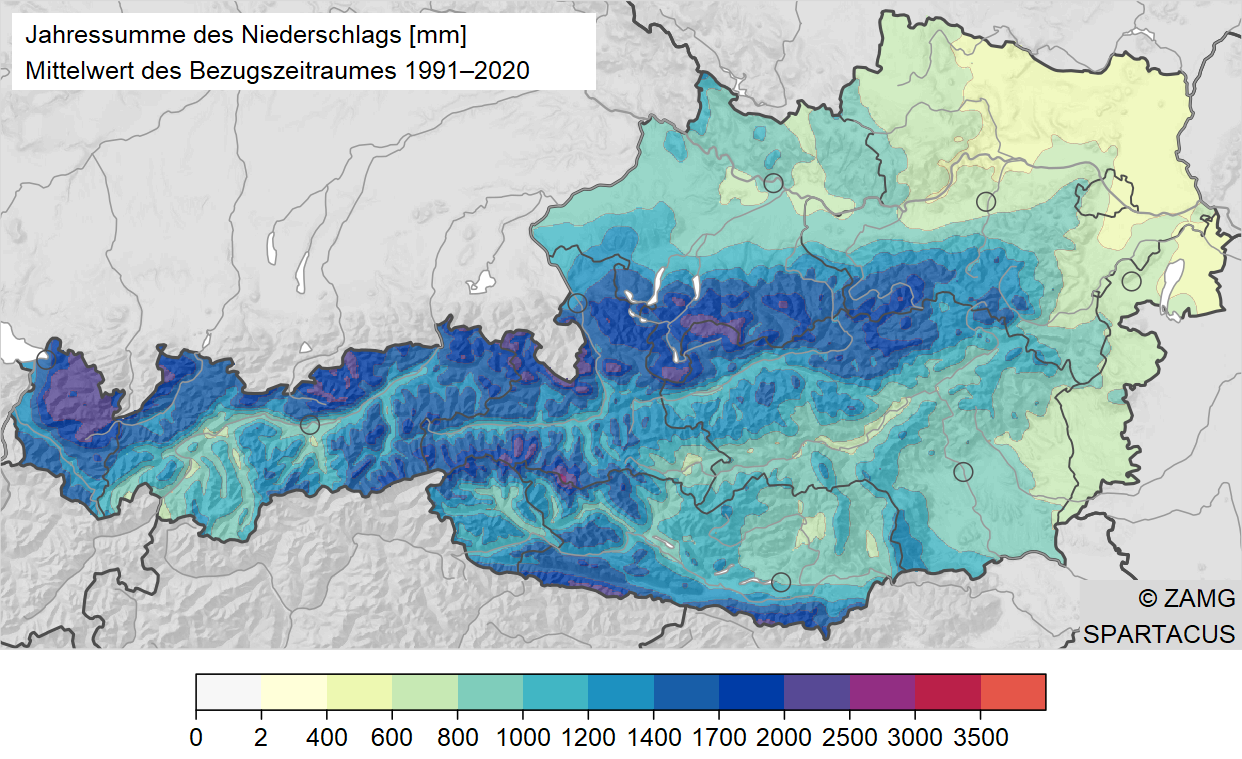
Mittlere Jahressumme des Niederschlags in Österreich

Die Verteilung der Niederschlagssummen in Österreich ist von zwei grundlegenden Faktoren geprägt: Einerseits nehmen die Niederschläge mit steigender Seehöhe zu, andererseits spielt die Lage im Anstau (Luv) oder im Regenschatten (Lee) der vorherrschenden Strömungsrichtung eine Rolle. Diesbezüglich stellt der Alpenhauptkamm eine Klimascheide dar.
Bei den häufigen West- bis Nordwestlagen liegen der Bregenzerwald und die gesamten Nördlichen Kalkalpen (von den Lechtaler Alpen über den Karwendel, Hochkönig, Dachstein und das Tote Gebirge bis hin zu Hochschwab und Ötscher) im Luv. Ähnliches gilt an der Südgrenze Österreichs (in den Karnischen Alpen und den Karawanken), die bei Anströmung aus dem Mittelmeerraum intensive Stauniederschläge erhalten. Gemeinsam mit den zentralalpinen Hohen Tauern erreichen die gemessenen Jahresniederschlagssummen in den genannten Regionen im langjährigen Durchschnitt um 2000 mm, vereinzelt an die 3000 mm. Speziell im mittleren Bregenzerwald registrieren selbst die Tallagen im Mittel 2300 mm Jahresniederschlag.
Im Gegensatz dazu erhalten das östliche Waldviertel (bes. unteres Kamptal), das Weinviertel (bes. Laaer Ebene), das Wiener Becken und das Nordburgenland weniger als 600 mm Niederschlag im Laufe eines Jahres. Als niederschlagsärmster Ort Österreichs kann Retz mit knapp unter 450 mm genannt werden.
Das Flächenmittel Österreichs beträgt etwa 1100 mm für das Jahr. Auf das Sommerhalbjahr (April bis September) entfallen etwas mehr als 60 % der Jahressumme, auf das Winterhalbjahr (Oktober bis März) dementsprechend etwas weniger als 40 %. Diese Niederschlagsverteilung erweist sich in Hinblick auf die Vegetationsentwicklung als sehr günstig. Während im überwiegenden Großteil des Landes der niederschlagsreichste Monat konvektionsbedingt (Schauer und Gewitter) auf den Juni oder Juli fällt, bildet das Kärntner Lesachtal die einzige Ausnahme: Mit einem primären Niederschlagsmaximum im Oktober ist es dem mediterranen Niederschlagsklima zuzurechnen.

### Schnee
Der Schneereichtum ist hauptsächlich von der Seehöhe sowie von der Lage des Gebietes relativ zu den Hauptströmungsrichtungen abhängig und variiert dementsprechend stark. Unter 1200 m Seehöhe fällt die größte Schneemenge im kältesten Monat, dem Jänner. In den höheren Lagen verschiebt sich die Zeit mit den ergiebigsten Schneefällen wegen der dann milderen und wasserdampfreicheren Luftmassen auf März und April, in den höchsten Lagen auf Mai bis Anfang Juni.
Während im österreichischen Flächenmittel im durchschnittlichen Jahr (Bezugszeitraum 1961 bis 1990) etwa 3,3 m Neuschnee fallen, sind es bei Krems nur 0,25 m, am Sonnblick hingegen 22 m. Die Grenze mit ganzjähriger Schneebedeckung liegt in den Nördlichen Kalkalpen bei 2700 m, in den Hohen Tauern bei 2900 m und in den Ötztaler Alpen bei knapp über 3000 m Seehöhe.

### Sonnenschein

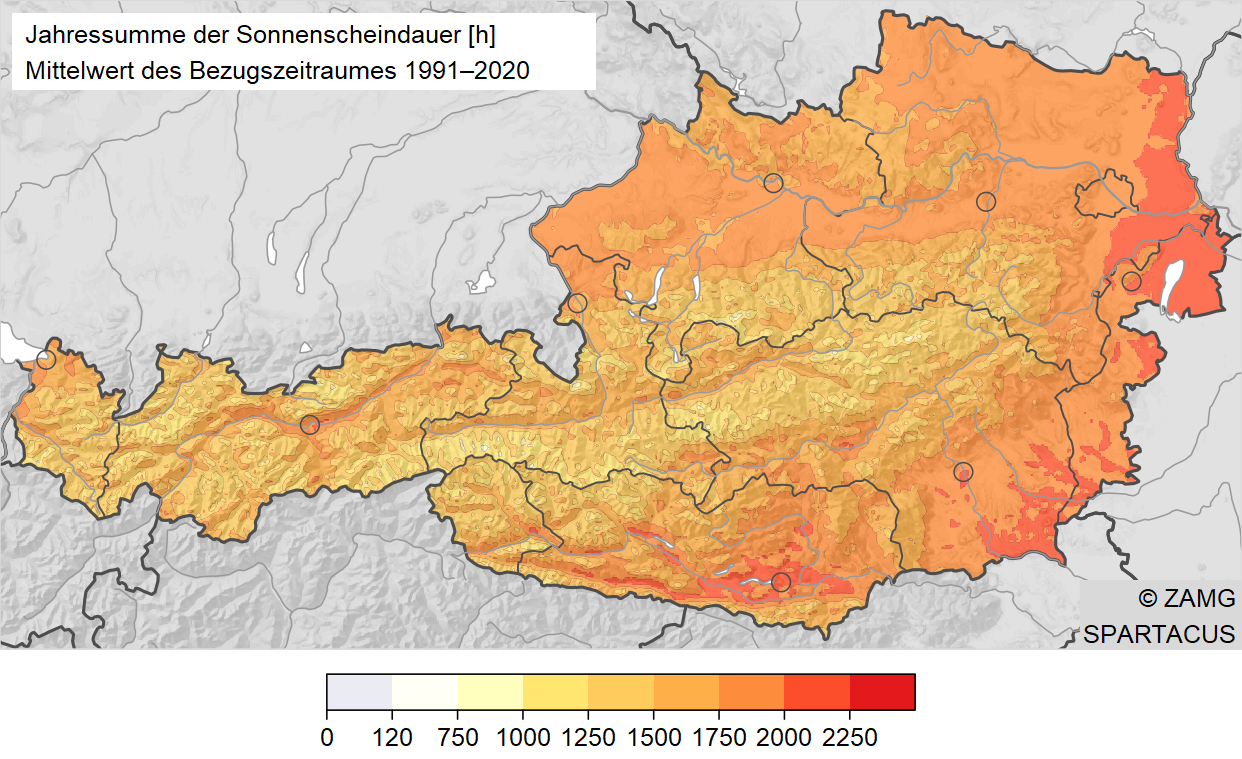
Mittlere Jahressumme der Sonnenscheindauer in Österreich

Winterliche Inversionswetterlagen sind oft durch zähe Hochnebeldecken gekennzeichnet. Über der typischen Nebelobergrenze liegen in der Regel die Orte mit der längsten Sonnenscheindauer, so etwa die Terrassen im Tiroler Mittelgebirge, in den Niederen Tauern und in den Eisenerzer Alpen sowie entlang der Südabdachung der Kärntner Mittelgebirge, mit bis zu 2100 Sonnenscheinstunden im Jahr und einem relativ hohen Anteil im Winter. Fast ebenso sonnenscheinreich aber mit relativ günstigster Besonnung im Sommerhalbjahr sind das Gebiet um den Neusiedler See, das Marchfeld, Teile des Weinviertels und das zentrale Waldviertel mit durchschnittlich rund 1850 bis 2100 Sonnenstunden. Während also im Winter in vielen tiefgelegenen Gebieten Österreichs Nebel die Einstrahlungsverhältnisse wesentlich einschränkt, ist dies im Sommer durch vermehrte Quellbewölkung im Gebirgsraum der Fall. Insgesamt am geringsten ist die jährliche Sonnenscheindauer mit unter 1500 Stunden in weiten Teilen der Nordstaugebiete. In stark abgeschatteten Nordwänden sind noch wesentlich kleinere Jahressummen möglich. Das österreichische Flächenmittel der jährlichen absoluten Sonnenscheindauer liegt bei 1650 Stunden.

### Wind
Neben den großräumigen Windverhältnissen, die durch Großwetterlagen bedingt und durch die Topografie modifiziert werden, haben die lokalen und regionalen Windsysteme eine nahezu ebenso große Bedeutung. Die genaue Kenntnis der Berg- und Talwindsysteme, die sich bei großräumig strömungsschwachen Wetterlagen je nach Landschaftsform kleinräumig ausbilden, ist insbesondere hinsichtlich der Belüftung eines Tales gefragt (Luftqualität). Unter den lokalen Winden ist der Föhn bekannt. Besonders bioklimatisch wirksam ist der Südföhn, weniger der Nordföhn.

## Klimawandel

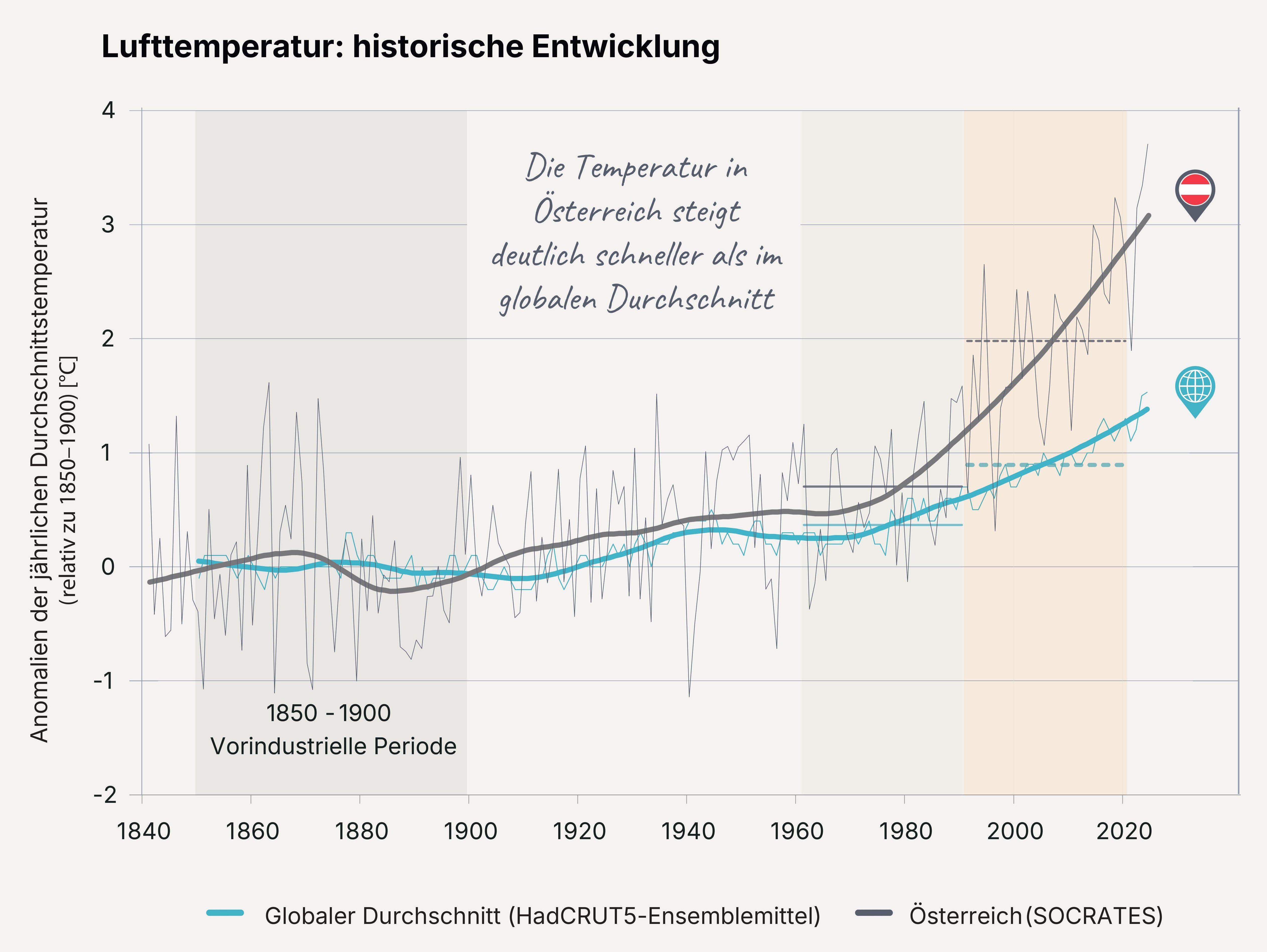
Steigerung der mittleren jährlichen Lufttemperatur vom vorindustriellen Niveau (Abbildung aus dem AAR2)

Im Juni 2025 wurde mit dem Zweiten Österreichischen Sachstandsbericht zum Klimawandel die umfassendste systematische Übersichtsarbeit zum Forschungsstand der Klimaforschung in Bezug auf die Auswirkungen auf Österreich seit 10 Jahren veröffentlicht. Seit Beginn des 20. Jahrhunderts hat sich die globale Mitteltemperatur um 1,4 °C erhöht. In Österreich betrug die Temperaturzunahme sogar 3,1 °C. Die Erwärmung erfolgte jedoch nicht stetig, sondern war von Phasen rascher Erwärmung und zwischenzeitlicher Abkühlung überlagert.

Zunahme der Extremwetterereignisse in Österreich (Grafik aus dem AAR2)

Extremwetterereignisse, wie Starkregenereignisse und Dürren sowie die Anzahl der Hitzetage nehmen zu.
Seit etwa 1980 erfolgt in Österreich, ähnlich der Temperatur, eine rasche Zunahme der Sonnenscheindauer. Teilweise ist dies der Nordwärtsverlagerung der sommerlichen subtropischen Hochdruckgebiete geschuldet, die dem Alpenraum häufiger Schönwetter bringen.
Während sich Hitzewellen besonders nach 1980 intensivierten, schwächten sich Kälteepisoden gleichzeitig ab. Eine generelle Zunahme der Temperaturschwankungen hat nicht stattgefunden. Die zu Überschwemmungen führenden Durchflussmengen der Donau zeigen seit etwa 1830 keine Steigerung. Auch die Stürmigkeit nahm seit etwa 1900 nicht zu.
Tatsächliche Folgen des Klimawandels in Österreich sind bereits deutlich spürbar: Die Gletscherfläche Österreichs hat sich seit Mitte des 19. Jahrhunderts von etwa 1011 km² (1850) auf 470 km² (1998) mehr als halbiert. Weiters ist im Hochgebirge ein Rückgang der Verbreitung von Permafrost zu beobachten, was Schutt- und Felshänge destabilisiert. Zum Problem für den Wintertourismus gerät der Rückgang der Schneeanteils am winterlichen Gesamtniederschlag, der in Lagen unter 1000 m Seehöhe schon deutlich messbar ist. Während z. B. in Kitzbühel (790 m) noch in den 1960er-Jahren der Anteil des Schneefalls am Winterniederschlag jenen des Regens beinahe doppelt überwog, fällt seit etwa 1990 ungefähr gleich viel Regen wie Schnee. Die größte Abnahme sowohl an Schneemächtigkeit als auch an Tagen mit Schneedecke seit etwa 1900 wurde südlich des Alpenhauptkammes beobachtet.

## Klimamessung
Schon um 1660 sollen in Innsbruck im Rahmen des experimentellen italienischen Messnetzes Accademia del Cimento für einige Jahre nicht erhaltene Klimamessungen durchgeführt worden sein. Ebenfalls (noch) verschollen sind die Aufzeichnungen des Jesuitenkollegiums in Wien von 1734 bis 1773.
Nachhaltiger waren die Messungen des Benediktinermönches Placidus Fixlmillner im oberösterreichischen Stift Kremsmünster, dessen Wetterchronik den Anfang der längsten erhaltenen österreichischen Temperaturreihe ab 1767 bildet. Die seit 1775 erhaltene Wiener Temperaturreihe wurde an der Universität eingerichtet. Franz Zallinger, Universitätsprofessor für Physik und Mathematik in Innsbruck, begründete 1777 die dortige Reihe. Diese drei Stationen waren in das internationale Messnetz der Societas Meteorologica Palatina, auch Mannheimer Meteorologische Gesellschaft genannt, eingebunden. Die Gesellschaft sorgte für eine internationale Standardisierung der meteorologischen Messpraxis und publizierte die gesammelten Ergebnisse in den so genannten Ephemeriden, welche von 1783 bis 1795 erschienen.
Im Jahr 1848 begann Karl Kreil, damals Direktor der Sternwarte in Prag, mit der Errichtung des österreichischen Beobachtungsnetzes. 1851 konnte er bei Kaiser Franz Joseph die offizielle Gründung der k.k. Central-Anstalt für Meteorologie und Erdmagnetismus (ab 1904 Zentralanstalt für Meteorologie und Geodynamik, ZAMG), des ersten eigenständigen Wetterdiensts der Welt, erreichen. In der Folge wuchs das Stationsnetz rasch an, von mehr als 20 Beobachtungsstationen mit Ende des Jahres 1852 auf mehr als 200 Stationen im Jahr 1896 (bezogen auf das heutige Bundesgebiet). Verheerende Auswirkungen auf die Dichte des Stationsnetzes hatten die beiden Weltkriege. Nach der Übermittlung der originalen Klimabögen an den Deutschen Reichswetterdienst in Berlin wurden im Jahr 1944 alle Klimabögen im Bombenhagel auf die Stadt unwiederbringlich zerstört. Schon bald nahm die Zahl der meteorologischen Stationen in Österreich wieder zu. Seit den 1980er-Jahren wurden die herkömmlichen, manuellen Wetterstationen schrittweise durch teilautomatische Stationen ersetzt.
Am 1. Jänner 2023 wurden die Zentralanstalt für Meteorologie und Geodynamik (ZAMG) und der Geologischen Bundesanstalt (GBA) zusammengelegt und als GeoSphere Austria mit dem GeoSphere Austria-Gesetz, BGBl. I Nr. 60/2022, neu eingerichtet.
Heute umfasst das Stationsnetz der GeoSphere Austria etwa 250 Wetterstationen, die die meisten meteorologischen Größen automatisch in hoher zeitlicher Auflösung erfassen. Die Daten werden elektronisch an die Zentrale übertragen und in Datenbanken abgespeichert. Zusätzlich vermehren Datenrettungsaktivitäten die Möglichkeiten, das Klima der Vergangenheit und seine Variabilität zu studieren. Darunter versteht man die Sicherung von Klimadaten, die in Papierform in Archiven ruhen, auf elektronischen Medien.
Meist sind die rohen Klimaaufzeichnungen nicht sogleich für die Analyse von Klimaänderungen, Trends und Extremwerte geeignet. Messfehler, Lücken und Inhomogenitäten stören die Messreihen. Daher dürfen nur qualitätsgeprüfte Klimareihen für die Klimaforschung verwendet werden.

## Klimatabelle ausgewählter Orte
|                        | Jan  | Feb  | Mär  | Apr  | Mai  | Jun  | Jul  | Aug  | Sep  | Okt  | Nov | Dez  |   |      |
| Mittl. Temperatur (°C) | 0,3  | 1,5  | 5,7  | 10,7 | 15,7 | 18,7 | 20,8 | 20,2 | 15,4 | 10,2 | 5,1 | 1,1  | ⌀ | 10,5 |
| Mittl. Tagesmax. (°C)  | 3,2  | 5,2  | 10,3 | 16,2 | 21,1 | 24,0 | 26,5 | 26,0 | 20,6 | 14,6 | 8,1 | 3,6  | ⌀ | 15   |
| Mittl. Tagesmin. (°C)  | −1,9 | −1,0 | 2,4  | 6,3  | 10,9 | 14,0 | 15,9 | 15,7 | 11,9 | 7,3  | 3,0 | −0,8 | ⌀ | 7    |
|                        |      |      |      |      |      |      |      |      |      |      |     |      |   |      |
| Niederschlag (mm)      | 38   | 40   | 51   | 45   | 69   | 70   | 70   | 72   | 61   | 38   | 49  | 48   | Σ | 651  |
|                        |      |      |      |      |      |      |      |      |      |      |     |      |   |      |
| Sonnenstunden (h/d)    | 2,2  | 3,6  | 4,6  | 6,6  | 7,7  | 7,9  | 8,5  | 8,1  | 6,1  | 4,3  | 2,2 | 1,7  | ⌀ | 5,3  |
|                        |      |      |      |      |      |      |      |      |      |      |     |      |   |      |
| Regentage (d)          | 8,1  | 7,6  | 8,9  | 6,9  | 9,0  | 9,3  | 8,7  | 8,8  | 7,4  | 6,3  | 8,1 | 8,7  | Σ | 97,8 |

| −1,9 |

| −1,0 |

| 2,4 |

| 6,3 |

| 10,9 |

| 14,0 |

| 15,9 |

| 15,7 |

| 11,9 |

| 7,3 |

| 3,0 |

| −0,8 |

| −1,9 |

| −1,0 |

| 2,4 |

| 6,3 |

| 10,9 |

| 14,0 |

| 15,9 |

| 15,7 |

| 11,9 |

| 7,3 |

| 3,0 |

| −0,8 |

| N i e d e r s c h l a g | 38  | 40  | 51  | 45  | 69  | 70  | 70  | 72  | 61  | 38  | 49  | 48  |
|                         | Jan | Feb | Mär | Apr | Mai | Jun | Jul | Aug | Sep | Okt | Nov | Dez |

|                        | Jan  | Feb  | Mär  | Apr  | Mai  | Jun  | Jul  | Aug  | Sep  | Okt  | Nov  | Dez  |   |      |
| Mittl. Temperatur (°C) | −0,4 | 0,9  | 5,3  | 10,3 | 15,3 | 17,9 | 19,9 | 19,4 | 14,8 | 9,9  | 4,4  | 0,7  | ⌀ | 9,9  |
| Mittl. Tagesmax. (°C)  | 2,3  | 4,6  | 10,0 | 15,9 | 20,8 | 23,2 | 25,6 | 24,9 | 19,9 | 14,3 | 7,3  | 3,0  | ⌀ | 14,4 |
| Mittl. Tagesmin. (°C)  | −2,6 | −1,8 | 1,9  | 5,8  | 10,5 | 13,2 | 15,1 | 14,8 | 11,1 | 6,8  | 2,3  | −1,3 | ⌀ | 6,4  |
|                        |      |      |      |      |      |      |      |      |      |      |      |      |   |      |
| Niederschlag (mm)      | 62   | 55   | 75   | 59   | 77   | 90   | 104  | 96   | 68   | 57   | 62   | 66   | Σ | 871  |
|                        |      |      |      |      |      |      |      |      |      |      |      |      |   |      |
| Sonnenstunden (h/d)    | 1,6  | 3,3  | 3,8  | 5,7  | 7,6  | 7,4  | 7,7  | 7,6  | 5,8  | 3,6  | 1,6  | 1,4  | ⌀ | 4,8  |
|                        |      |      |      |      |      |      |      |      |      |      |      |      |   |      |
| Regentage (d)          | 10,5 | 10,1 | 11,2 | 9,3  | 10,7 | 11,8 | 12,3 | 10,4 | 9,2  | 8,5  | 10,3 | 11,7 | Σ | 126  |

| −2,6 |

| −1,8 |

| 1,9 |

| 5,8 |

| 10,5 |

| 13,2 |

| 15,1 |

| 14,8 |

| 11,1 |

| 6,8 |

| 2,3 |

| −1,3 |

| −2,6 |

| −1,8 |

| 1,9 |

| 5,8 |

| 10,5 |

| 13,2 |

| 15,1 |

| 14,8 |

| 11,1 |

| 6,8 |

| 2,3 |

| −1,3 |

| N i e d e r s c h l a g | 62  | 55  | 75  | 59  | 77  | 90  | 104 | 96  | 68  | 57  | 62  | 66  |
|                         | Jan | Feb | Mär | Apr | Mai | Jun | Jul | Aug | Sep | Okt | Nov | Dez |

|                        | Jan  | Feb  | Mär  | Apr  | Mai  | Jun  | Jul  | Aug  | Sep  | Okt  | Nov | Dez  |   |       |
| Mittl. Temperatur (°C) | −1,8 | 0,1  | 4,7  | 9,0  | 13,9 | 16,7 | 18,5 | 17,8 | 13,9 | 9,4  | 3,3 | −0,8 | ⌀ | 8,8   |
| Mittl. Tagesmax. (°C)  | 3,5  | 6,2  | 11,5 | 15,8 | 21,0 | 23,4 | 25,5 | 24,6 | 20,7 | 16,2 | 8,6 | 3,8  | ⌀ | 15,1  |
| Mittl. Tagesmin. (°C)  | −5,4 | −4,0 | 0,2  | 3,8  | 8,3  | 11,3 | 13,2 | 13,0 | 9,4  | 5,3  | 0,0 | −3,9 | ⌀ | 4,3   |
|                        |      |      |      |      |      |      |      |      |      |      |     |      |   |       |
| Niederschlag (mm)      | 42   | 42   | 56   | 55   | 84   | 110  | 127  | 122  | 79   | 57   | 59  | 52   | Σ | 885   |
|                        |      |      |      |      |      |      |      |      |      |      |     |      |   |       |
| Sonnenstunden (h/d)    | 3,2  | 4,4  | 5,3  | 6,1  | 6,6  | 6,6  | 7,5  | 6,8  | 6,1  | 5,3  | 3,4 | 2,7  | ⌀ | 5,3   |
|                        |      |      |      |      |      |      |      |      |      |      |     |      |   |       |
| Regentage (d)          | 7,3  | 7,4  | 9,3  | 9,1  | 11,0 | 13,3 | 13,6 | 13,0 | 9,3  | 8,2  | 8,6 | 8,7  | Σ | 118,8 |

| −5,4 |

| −4,0 |

| 0,2 |

| 3,8 |

| 8,3 |

| 11,3 |

| 13,2 |

| 13,0 |

| 9,4 |

| 5,3 |

| 0,0 |

| −3,9 |

| −5,4 |

| −4,0 |

| 0,2 |

| 3,8 |

| 8,3 |

| 11,3 |

| 13,2 |

| 13,0 |

| 9,4 |

| 5,3 |

| 0,0 |

| −3,9 |

| N i e d e r s c h l a g | 42  | 42  | 56  | 55  | 84  | 110 | 127 | 122 | 79  | 57  | 59  | 52  |
|                         | Jan | Feb | Mär | Apr | Mai | Jun | Jul | Aug | Sep | Okt | Nov | Dez |

|                        | Jan  | Feb  | Mär  | Apr  | Mai  | Jun  | Jul  | Aug  | Sep  | Okt  | Nov  | Dez  |   |      |
| Mittl. Temperatur (°C) | −3,3 | −0,8 | 4,1  | 9,1  | 14,4 | 17,8 | 19,8 | 19,0 | 14,3 | 9,2  | 2,9  | −1,7 | ⌀ | 8,8  |
| Mittl. Tagesmax. (°C)  | 0,6  | 4,8  | 10,7 | 15,6 | 21,0 | 24,2 | 26,5 | 25,6 | 20,7 | 14,6 | 6,7  | 1,1  | ⌀ | 14,4 |
| Mittl. Tagesmin. (°C)  | −7,1 | −5,6 | −1,2 | 3,4  | 8,4  | 11,8 | 13,5 | 13,2 | 9,3  | 5,1  | −0,2 | −4,8 | ⌀ | 3,9  |
|                        |      |      |      |      |      |      |      |      |      |      |      |      |   |      |
| Niederschlag (mm)      | 26   | 29   | 51   | 62   | 80   | 105  | 112  | 126  | 92   | 84   | 76   | 51   | Σ | 894  |
|                        |      |      |      |      |      |      |      |      |      |      |      |      |   |      |
| Sonnenstunden (h/d)    | 2,9  | 5,0  | 5,5  | 6,1  | 7,2  | 7,5  | 8,2  | 7,7  | 6,3  | 4,1  | 2,5  | 2,0  | ⌀ | 5,4  |
|                        |      |      |      |      |      |      |      |      |      |      |      |      |   |      |
| Regentage (d)          | 4,3  | 4,4  | 6,1  | 8,2  | 9,6  | 11,2 | 9,8  | 9,9  | 7,3  | 7,6  | 7,2  | 5,7  | Σ | 91,3 |

| −7,1 |

| −5,6 |

| −1,2 |

| 3,4 |

| 8,4 |

| 11,8 |

| 13,5 |

| 13,2 |

| 9,3 |

| 5,1 |

| −0,2 |

| −4,8 |

| −7,1 |

| −5,6 |

| −1,2 |

| 3,4 |

| 8,4 |

| 11,8 |

| 13,5 |

| 13,2 |

| 9,3 |

| 5,1 |

| −0,2 |

| −4,8 |

| N i e d e r s c h l a g | 26  | 29  | 51  | 62  | 80  | 105 | 112 | 126 | 92  | 84  | 76  | 51  |
|                         | Jan | Feb | Mär | Apr | Mai | Jun | Jul | Aug | Sep | Okt | Nov | Dez |

|                        | Jan   | Feb   | Mär   | Apr  | Mai  | Jun  | Jul  | Aug  | Sep  | Okt  | Nov   | Dez   |   |       |
| Mittl. Temperatur (°C) | −11,5 | −12,3 | −10,7 | −7,6 | −2,8 | 0,3  | 2,8  | 2,7  | −0,5 | −3,1 | −7,9  | −10,7 | ⌀ | −5,1  |
| Mittl. Tagesmax. (°C)  | −9,0  | −9,8  | −8,0  | −5,0 | −0,5 | 2,8  | 5,6  | 5,3  | 1,7  | −0,9 | −5,5  | −8,2  | ⌀ | −2,6  |
| Mittl. Tagesmin. (°C)  | −13,9 | −14,6 | −12,9 | −9,7 | −4,9 | −2,0 | 0,5  | 0,6  | −2,4 | −4,9 | −10,0 | −13,0 | ⌀ | −7,2  |
|                        |       |       |       |      |      |      |      |      |      |      |       |       |   |       |
| Niederschlag (mm)      | 183   | 140   | 203   | 241  | 225  | 159  | 220  | 204  | 218  | 174  | 127   | 169   | Σ | 2263  |
|                        |       |       |       |      |      |      |      |      |      |      |       |       |   |       |
| Sonnenstunden (h/d)    | 4,5   | 5,2   | 4,9   | 4,4  | 4,7  | 4,8  | 5,3  | 5,1  | 5,2  | 5,5  | 4,1   | 3,7   | ⌀ | 4,8   |
|                        |       |       |       |      |      |      |      |      |      |      |       |       |   |       |
| Regentage (d)          | 14,5  | 14,5  | 18,4  | 18,2 | 16,5 | 18,4 | 17,0 | 16,6 | 13,9 | 12,7 | 15,9  | 17,0  | Σ | 193,6 |

| −13,9 |

| −14,6 |

| −12,9 |

| −9,7 |

| −4,9 |

| −2,0 |

| 0,5 |

| 0,6 |

| −2,4 |

| −4,9 |

| −10,0 |

| −13,0 |

| −13,9 |

| −14,6 |

| −12,9 |

| −9,7 |

| −4,9 |

| −2,0 |

| 0,5 |

| 0,6 |

| −2,4 |

| −4,9 |

| −10,0 |

| −13,0 |

| N i e d e r s c h l a g | 183 | 140 | 203 | 241 | 225 | 159 | 220 | 204 | 218 | 174 | 127 | 169 |
|                         | Jan | Feb | Mär | Apr | Mai | Jun | Jul | Aug | Sep | Okt | Nov | Dez |